# Джастін Норріс
Джастін Норріс (англ. Justin Norris; нар. 3 червня 1980) — австралійський плавець.
Призер Олімпійських Ігор 2000 року, учасник 2004 року.
Призер Чемпіонату світу з водних видів спорту 2002 року.
Переможець Ігор Співдружності 2002 року.